# Píxide (Grécia Antiga)

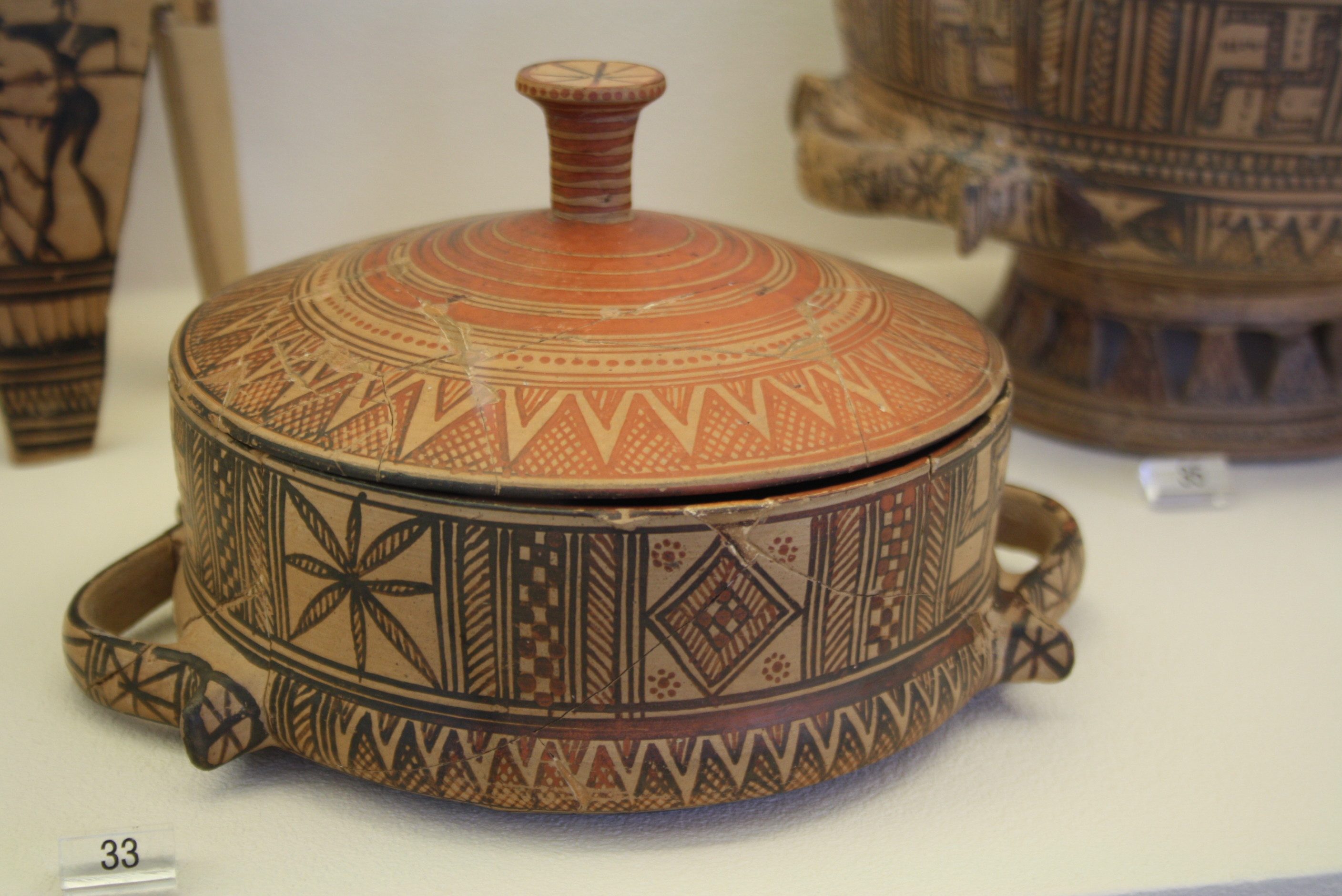
Píxide grego (século VIII a.C.)

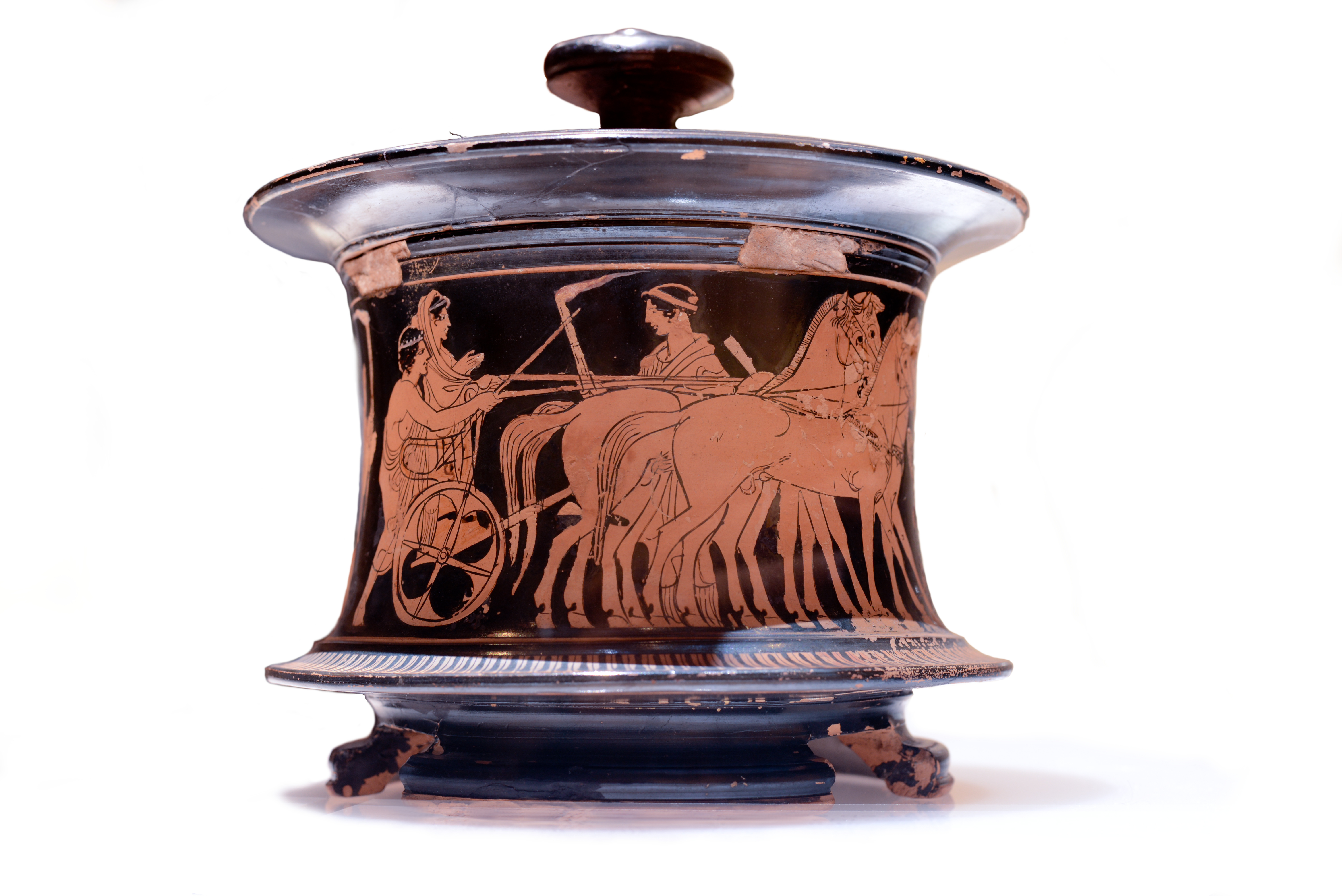
Píxide ático (século V a.C.)

Píxide (em latim: Pyxis; (em grego: πυξίς; romaniz.: Pyxis; plural Pyxides) é uma forma de vaso do mundo clássico, geralmente uma caixa redonda com uma tampa separada. Seu nome deriva de caixas coríntias feitas de madeira das árvores puksos (buxo), que também vinham com tampa. Originalmente utilizado principalmente pelas mulheres para guardar cosméticos, bijuterias ou joias, eram feitos com cerâmica, contudo, ao longo do tempo, passaram a ser fabricados em madeira, metal, marfim, ou outros materiais.
Originaram-se durante o protogeométrico, sendo os exemplos mais antigos os de Atenas. O píxide ateniense dividi-se em duas variedades de píxides, uma pontuda e uma com fundo chato. Os píxides pontiagudos não duraram muito tempo (até século IX a.C.), enquanto os de fundo chato continuaram durante o período geométrico tardio. A tampa apresenta frequentemente alças elaboradamente esculpidas e as paredes tendem a ser ligeiramente convexas. Durante o século VI a.C., no entanto, Atenas começou a produção de píxides com paredes côncavas. Imagens sobre os píxides geralmente retratam a procissão de casamento da casa de uma jovem garota para a de seu novo marido.